# Sphagnales
Sphagnales Limpr., 1876 è un ordine di muschi, unico ordine della classe Sphagnopsida Schimp., 1857.

## Descrizione
Le briofite di questo raggruppamento hanno un gametofito foglioso composto da foglioline costituite da cellule verdi o rosse (vive) più altre cellule morte che consentono un assorbimento importante di acqua aiutando la risalita. Queste cellule prendono il nome di leucocisti (in floricoltura usate per aumentare l'idricità). 
Il gametofito non possiede rizoidi.

## Tassonomia
L'ordine Sphagnales comprende 4 generi viventi in 3 famiglie:
- Sphagnaceae Dumort., 1829
  - Sphagnum L., 1753
- Flatbergiaceae A.J.Shaw, 2010
  - Flatbergium A.J.Shaw, 2010
- Ambuchananiaceae A.J.Shaw, 2010
  - Ambuchanania Seppelt & H.A.Crum ex A.J.Shaw, 2010
  - Eosphagnum A.J.Shaw, 2010